# Jagodne (województwo świętokrzyskie)
Jagodne – wieś sołecka w Polsce, położona w województwie świętokrzyskim, w powiecie starachowickim, w gminie Mirzec.
W latach 1975–1998 miejscowość administracyjnie należała do województwa kieleckiego.
Układ wsi i podział gruntów pozostał taki sam, jak po urządzeniu kolonialnym. Dziś Jagodne zajmuje powierzchnię 725 ha, z czego 663 ha to grunta rolne, 13 ha – lasy, a resztę stanowią drogi i tereny zabudowane. Wieś podzielona na dwie części: Jagodne Duże i Małe, posiada 174 domostwa i ok. 700 mieszkańców.
W Jagodnem funkcjonuje obecnie ośrodek zdrowia i punkt apteczny, kilka sklepów i jeden bar. Wieś jest połączona ze Skarżyskiem Kamienną linią autobusową nr 10.
Wierni Kościoła rzymskokatolickiego należą do parafii Świętych Apostołów Piotra i Pawła w Gadce.

## Części wsi
| SIMC    | Nazwa        | Rodzaj    |
| ------- | ------------ | --------- |
| 0252658 | Jagodne Duże | część wsi |
| 0252664 | Jagodne Małe | część wsi |
| 0252670 | Na Dworskiem | część wsi |

## Historia
Jagodne – wieś pocysterska lokowana przez klasztor Wąchocki w początkach XIV wieku, podobnie jak Krzyżowa Wola.
Etymologia nazwy jest prosta – tereny dzisiejszej wsi były porośnięte lasami obfitymi w czarne jagody.
Jagodne (Jagodno) wieś i folwark i majorat, w powiecie iłżeckim, gminie Skarżysko Kościelne, parafii Mirzec, o 20 wiorst od Iłży.
W 1827 r. było tu 23 domów i 164 mieszkańców.

W 1882 było 54 domów i 352 mieszkańców, 515 mórg ziemi dworskiej i 853 mórg włościańskiej.
Pisze o niej Długosz L.B. (t.III s.412) nazywając Jagodno – że należy do klasztoru wąchockiego.
Z nielicznych zachowanych dokumentów wiadomo, że w XV wieku istniała w Jagodnem karczma, dla podróżnych, kupców oraz urzędników kościelnych i państwowych, był to bowiem okres silnego rozwoju handlu.
Wiadomo, że w 1662 roku Jagodne liczyło 98 mieszkańców. W XVIII wieku liczba ludności uległa prawie podwojeniu.

## Okres porozbiorowy
Po rozbiorach tereny Jagodnego początkowo należały do zaboru austriackiego, potem do Księstwa Warszawskiego, a następnie znalazły się pod zaborem rosyjskim. W 1815 roku wieś znalazła się w obrębie Królestwa Polskiego w granicach województwa sandomierskiego. Po roku 1860 kiedy Królestwo Polskie stanowiło integralną część imperium rosyjskiego, Jagodne znalazło się w guberni sandomierskiej, a od 1845 roku – radomskiej, w powiecie iłżeckim.
W 1819 roku miała miejsce kasata klasztoru Cystersów, która wywarła znamienny wpływ na tereny będące ich własnością. 24 czerwca 1819 roku folwark i wieś Jagodne zostały zajęte na fundusz Królestwa Polskiego, stając się dobrami suprymowanymi. Klasztor dzierżawił swe niedawne dobra jeszcze przez rok, później majorat Jagodne został wydzierżawiony niejakiemu Hiacyntowi Podkańskiemu. Dzierżawcy często się zmieniali, co doprowadziło do zubożenia wsi.

## Uwłaszczenie
Kolejne wzmianki o Jagodnem pochodzą z 1858 roku, kiedy to włościanom zaproponowano urządzenie kolonialne z wejściem w życie od 1860 roku. Mieszkańcy zażądali jednak, aby kolonie dane im były już jesienią 1858 roku pod zasiew ozimy i by natychmiast odstąpiono od wymogu pańszczyzny. Kiedy władze odmówiły, czterej najbardziej krnąbrni i odważni włościanie: Antoni Sieczka, Wojciech Lemian, Leonard Klimek i Jakub Szaran odmówili obsiewania na zimę swych gruntów. Wtedy Rząd Gubernialny w Radomiu skierował do Jagodnego trzech kozaków, a gdy i oni nie złamali oporu, buntownicy zostali przewiezieni do aresztu policyjnego w Radomiu. Bunt ostatecznie załamał się, gdy rząd zagroził, że nieprzyjęcie jego warunków, zakończy się odseparowaniem od urządzenia kolonialnego i wieś pozostanie na pańszczyźnie.
Po urządzeniu kolonialnym dobra Jagodnego oparły się w większości o granice wcześniej urządzonych dóbr Grzybowa Góra, Gadka i Zbijów, a z czwartej strony o linię lasu rządowego. Zabudowania folwarku pozostały na dotychczasowym miejscu. Wraz z domem mieszkalnym, stajniami i oborami oraz karczmą i gorzelnią, posiadał on sad i dwa ogrody oraz 37 mórg pola i trzy łąki. We wsi wydzielono dwie drogi przecinające się pod kątem prostym – jedna była drogą komunikacyjną od Grzybowej Góry do Zbijowa, druga łączyła Gadkę, przez Jagodne i Kierz Niedźwiedzi z Szydłowcem. Obie drogi istnieją do dziś. W Jagodnem mieszkało wówczas 33 włościan pełno rolnych i 10 chałupników, którzy zobowiązani byli do budowy nowych domów i ogrodzenia posiadłości. Przy drodze z Gadki do Szydłowca powstała karczma, która w 1860 roku sprzedawała średnio 24 litry wódki tygodniowo.

## Powstanie styczniowe
Tereny Jagodnego, jak i całej gminy Mirzec były w 1863 roku miejscem powstańczych potyczek. W okolicznych lasach znajdują się mogiły powstańcze.

## Wiek XX
Na początku XX wieku doszło do sprzedaży gruntów dworskich. Większą część kupił bogaty gospodarz spoza Jagodnego – Józef Rokita, a pozostałą – gospodarz z Gadki Marek Suwara.
30 grudnia 1994 r. Jagodne włączono w skład reaktywowanej gminy Skarżysko Kościelne.
Natomiast 1 stycznia 1997 r. Jagodne zostało wyłączone ze Skarżyska Kościelnego na rzecz gminy Mirzec.